# هيو ماكدونالد (عالم موسيقى)
هيو ماكدونالد (بالإنجليزية: Hugh Macdonald)‏ هو عالم موسيقى بريطاني، ولد في 31 يناير 1940.

## وصلات خارجية
- هيو ماكدونالد على موقع ميوزك برينز (الإنجليزية)
- هيو ماكدونالد على موقع ديسكوغز (الإنجليزية)